# New York Giants Ring of Honor
Auf dem New York Giants Ring of Honor ehren die New York Giants aus der National Football League (NFL) Spieler, Trainer und Offizielle, die sich um die Mannschaft besonders verdient gemacht haben.

## Geschichte
Der Ring of Honor wurde am 3. Oktober 2010 ins Leben gerufen. Die zu ehrenden Personen werden auf einem Band im Innern des MetLife Stadium, der Spielstätte der Giants, geehrt. Sie werden durch die Verantwortlichen der Giants gewählt. Eine regelmäßige Wahl findet nicht statt. Die Giants haben bislang nicht alle ihre Mitglieder, die in die Pro Football Hall of Fame aufgenommen wurden, in den Kreis der geehrten Spieler aufgenommen. Die Aufnahme ist mit einer Zeremonie während eines Heimspiels der Giants verbunden. Aktuell besteht der Ring of Honor aus 49 Personen (Stand: November 2023).

## Mitglieder
| New York Giants Ring of Honor | New York Giants Ring of Honor         | New York Giants Ring of Honor | New York Giants Ring of Honor | New York Giants Ring of Honor      | New York Giants Ring of Honor | New York Giants Ring of Honor             |
| Name                          | Position                              | Nr.                           | Jahre aktiv                   | Meisterschaften                    | Wahljahr                      | Mitglied in der Pro Football Hall of Fame |
| ----------------------------- | ------------------------------------- | ----------------------------- | ----------------------------- | ---------------------------------- | ----------------------------- | ----------------------------------------- |
| Ernie Accorsi                 | General Manager                       | n/a                           | 1998–2007                     | keine                              | 2016                          | nein                                      |
| Ottis Anderson                | Runningback                           | 24                            | 1986–1992                     | 1986, 1990                         | 2022                          | nein                                      |
| Jessie Armstead               | Linebacker                            | 98                            | 1993–2001                     | keine                              | 2010                          | nein                                      |
| Tiki Barber                   | Runningback                           | 21                            | 1997–2006                     | keine                              | 2010                          | nein                                      |
| Ronnie Barnes                 | Athletic Trainer                      | n/a                           | 1976–2022                     | 1986, 1990, 2007, 2011             | 2022                          | nein                                      |
| Mark Bavaro                   | Tight End                             | 89                            | 1985–90                       | 1986, 1990                         | 2011                          | nein                                      |
| Al Blozis                     | Offensive Tackle                      | 32                            | 1942–44                       | keine                              | 2010                          | nein                                      |
| Rosey Brown                   | Offensive Tackle                      | 79                            | 1953–65                       | 1956                               | 2010                          | ja                                        |
| Harry Carson                  | Linebacker                            | 53                            | 1976–88                       | 1986                               | 2010                          | ja                                        |
| Charlie Conerly               | Quarterback                           | 42                            | 1948–61                       | 1956                               | 2010                          | nein                                      |
| Tom Coughlin                  | Coach der WR/Head Coach               | n/a                           | 1988–1990, 2004–2015          | 1990, 2007, 2011                   | 2016                          | nein                                      |
| Frank Gifford                 | Runningback/Wide Receiver             | 16                            | 1952–64                       | 1956                               | 2010                          | ja                                        |
| Pete Gogolak                  | Kicker                                | 3                             | 1966–74                       | keine                              | 2010                          | nein                                      |
| Rodney Hampton                | Runningback                           | 27                            | 1990–1997                     | 1990                               | 2022                          | nein                                      |
| Mel Hein                      | Center/Linebacker                     | 7                             | 1931–45                       | 1934, 1938                         | 2010                          | ja                                        |
| Jim Lee Howell                | End/Head Coach                        | n/a                           | 1937–42, 1946–47, 1954–60     | 1938, 1956                         | 2010                          | nein                                      |
| Sam Huff                      | Linebacker                            | 70                            | 1956–63                       | 1956                               | 2010                          | ja                                        |
| Dave Jennings                 | Punter                                | 13                            | 1974–84                       | keine                              | 2011                          | nein                                      |
| John Johnson                  | Athletic Trainer                      | n/a                           | 1948–2007                     | 1956, 1986, 1990, 2007             | 2015                          | nein                                      |
| Tuffy Leemans                 | Runningback                           | 4                             | 1936–43                       | 1938                               | 2010                          | ja                                        |
| Jack Lumus                    | End                                   | 29                            | 1941                          | keine                              | 2015                          | nein                                      |
| Dick Lynch                    | Defensive Back                        | 22, 25                        | 1958–66                       | keine                              | 2010                          | nein                                      |
| Eli Manning                   | Quarterback                           | 10                            | 2004–2019                     | 2007, 2011                         | 2021                          | nein                                      |
| Jack Mara                     | Teambesitzer                          | n/a                           | 1925–65                       | 1927, 1934, 1938, 1956             | 2010                          | nein                                      |
| Tim Mara                      | Teambesitzer                          | n/a                           | 1925–59                       | 1927, 1934, 1938, 1956             | 2010                          | ja                                        |
| Wellington Mara               | Balljunge/Offizieller/Besitzer        | n/a                           | 1925–2005                     | 1927, 1934, 1938, 1956, 1986, 1990 | 2010                          | ja                                        |
| Leonard Marshall              | Defensive End                         | 70                            | 1982–1992                     | 1986, 1990                         | 2022                          | nein                                      |
| George Martin                 | Defensive End                         | 75                            | 1975–88                       | 1986                               | 2010                          | nein                                      |
| Joe Morris                    | Runningback                           | 20                            | 1982–1988                     | 1986                               | 2022                          | nein                                      |
| Joe Morrison                  | Wide Receiver/Runningback             | 40                            | 1959–72                       | keine                              | 2010                          | nein                                      |
| Steve Owen                    | Offensive Tackle/Head Coach           | 9, 36, 44, 50, 55             | 1926–53                       | 1927, 1934, 1938                   | 2010                          | ja                                        |
| Bill Parcells                 | Assistenztrainer/Head Coach           | n/a                           | 1979, 1981–90                 | 1986, 1990                         | 2010                          | ja                                        |
| Jimmy Patton                  | Safety                                | 20                            | 1955–1966                     | 1956                               | 2022                          | nein                                      |
| Andy Robustelli               | Defensive End                         | 81,84                         | 1956–64                       | 1956                               | 2010                          | ja                                        |
| Kyle Rote                     | Halfback/Wide Receiver                | 44                            | 1951–1961                     | 1956                               | 2022                          | nein                                      |
| Phil Simms                    | Quarterback                           | 11                            | 1979–93                       | 1986, 1990                         | 2010                          | nein                                      |
| Chris Snee                    | Offensive Guard                       | 76                            | 2004–2013                     | 2007, 2011                         | 2015                          | nein                                      |
| Michael Strahan               | Defensive End                         | 92                            | 1993–2007                     | 2007                               | 2010                          | ja                                        |
| Ken Strong                    | Halfback                              | 50                            | 1933–35, 1939, 1944–47        | 1934                               | 2010                          | ja                                        |
| Lawrence Taylor               | Linebacker                            | 56                            | 1981–93                       | 1986, 1990                         | 2010                          | ja                                        |
| Bob Tisch                     | Teambesitzer                          | n/a                           | 1991–2005                     | keine                              | 2010                          | nein                                      |
| Y. A. Tittle                  | Quarterback                           | 14                            | 1961–64                       | keine                              | 2010                          | ja                                        |
| Amani Toomer                  | Wide Receiver                         | 81                            | 1996–2008                     | 2007                               | 2010                          | nein                                      |
| Justin Tuck                   | Defensive End                         | 91                            | 2005–2013                     | 2007, 2011                         | 2016                          | nein                                      |
| Emlen Tunnell                 | Defensive Back/Scout/Assistenztrainer | 45                            | 1948–58, 1963–73              | 1956                               | 2010                          | ja                                        |
| Osi Umenyiora                 | Defensive End                         | 72                            | 2003–2012                     | 2007, 2011                         | 2015                          | nein                                      |
| Brad Van Pelt                 | Linebacker                            | 10                            | 1973–83                       | keine                              | 2011                          | nein                                      |
| Alex Webster                  | Fullback/Head Coach                   | 29                            | 1955–64, 1969–73              | 1956                               | 2011                          | nein                                      |
| George Young                  | Offizieller                           | n/a                           | 1979–97                       | 1986, 1990                         | 2010                          | nein                                      |